# Francisco Massinga
Francisco Massinga, conhecido apenas por Whiskey (6 de maio de 1986) é um futebolista moçambicano que joga na posição de defensor.

## Carreira
Disputou a Copa das Nações Africanas de 2010 por seu país. Sua carreira foi iniciada em 2003, atuando pelo Maxaquene. Hoje ele atua no Ferroviário de Maputo.